# Cimetière du Plomeux
Le cimetière du Plomeux est situé dans le quartier du Plomeux, au bord du canal de Roubaix, à Wasquehal. Mis en service en 1951 pour pallier le manque de place du cimetière du Centre, il est depuis cette date le cimetière principal de Wasquehal. Ce cimetière fait partie des 73 000 cimetières répertoriés dans lesquels reposent des soldats du Commonwealth.

## Situation et accès
Le cimetière du Plomeux est situé au no 9 avenue du Molinel, dans le quartier du Plomeux à Wasquehal. L'entrée principale se présente sous la forme d'un portail automatique.

## Origine du nom
Le cimetière porte le nom du fief du Plomeux dont l'origine est inconnue.

## Historique

### Le Plomeux
On trouve vers 1733, le fief du Plomeux (ou Plouieux), qui est situé entre les fiefs du Triestres, du Noir Bonnet et du Cartelot. Le fief du Plomeux appartient à Charles de Rohan-Soubise, propriétaire de la seigneurie de Wasquehal-la Marque.
Deux siècles plus tard, une partie des terres agricoles du Plomeux appartient à la Filature du Nord et l'autre partie, à la famille de Baynast de Septfontaines, descendante de Charles François Marie Le Prévost de Basserode, ancien maire de Wasquehal qui les tenait de son beau-frère, Charles Hyacinthe Joseph Lespagnol de Grimbry.

### Construction et agrandissements

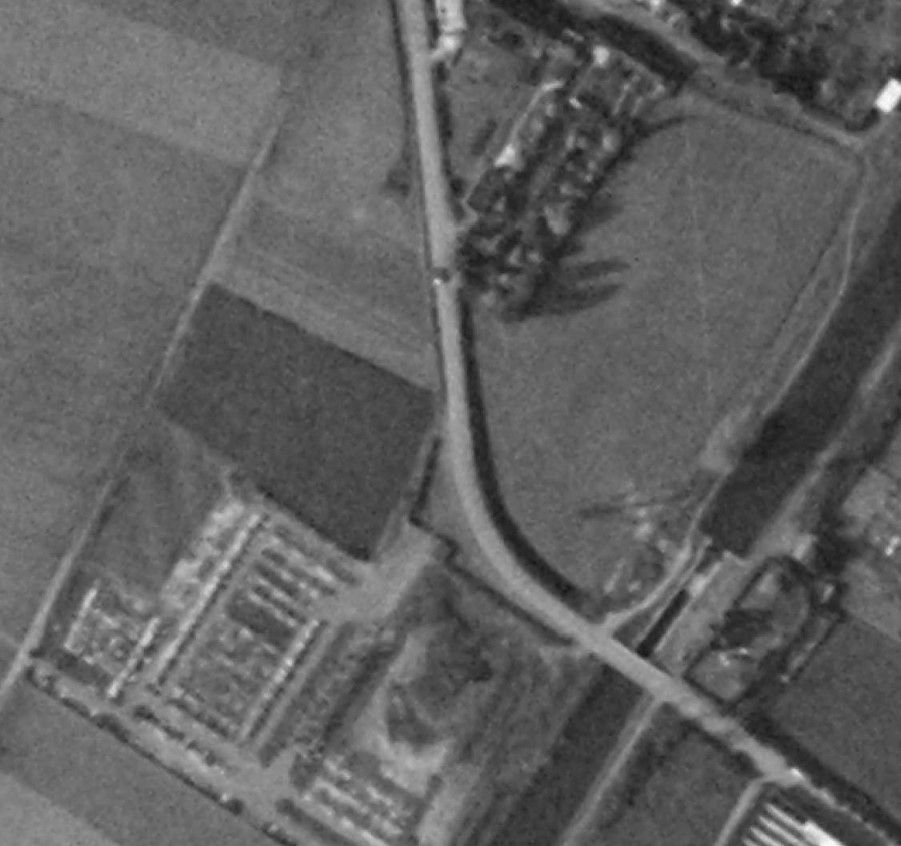
Vue aérienne du cimetière en 1960.

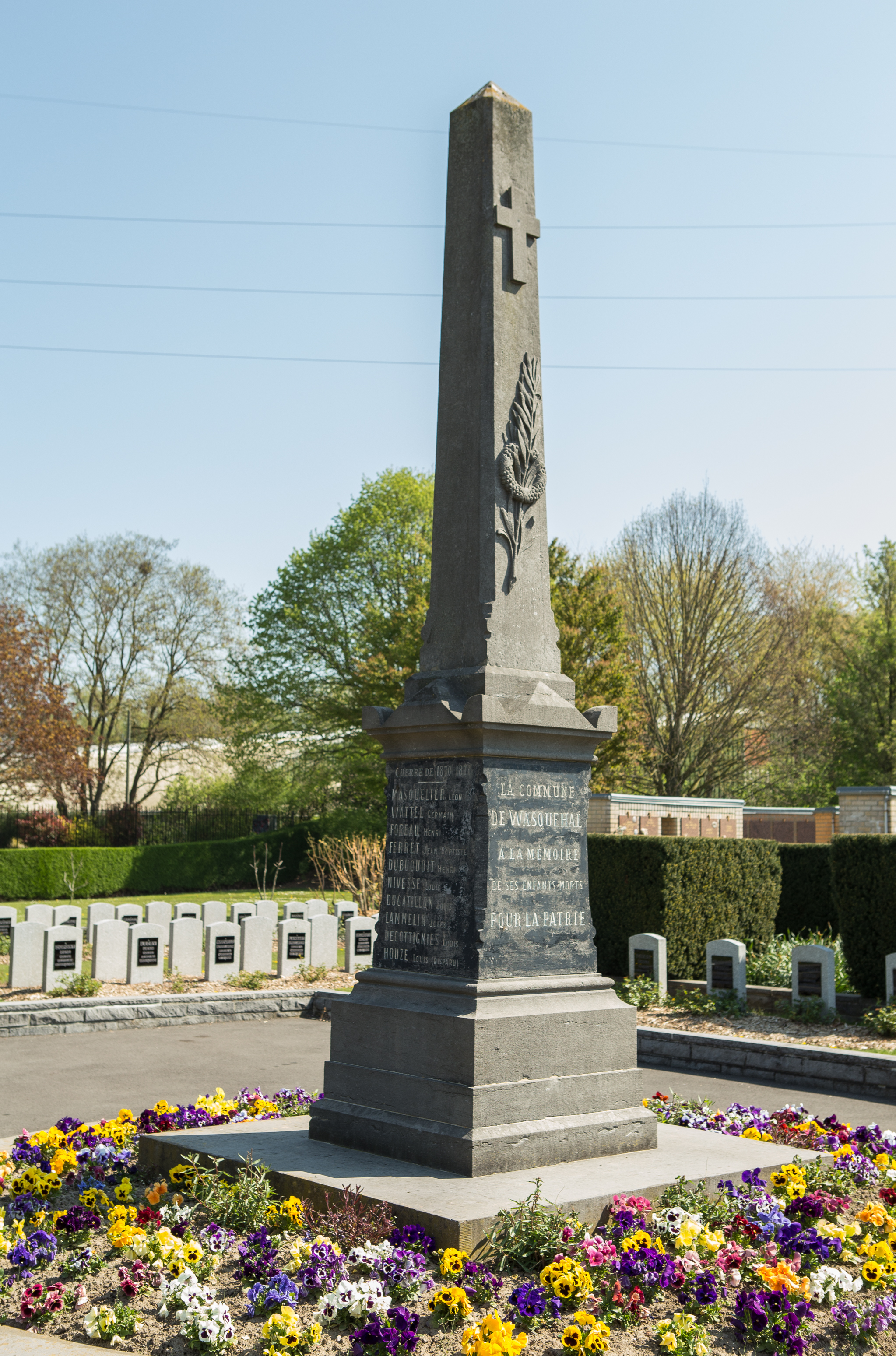
Stèle pour les wasquehaliens morts pour la France au carré militaire.

En 1921, pour pallier le manque de place du cimetière du Centre, la municipalité projette l'acquisition de terrain pour un nouveau cimetière au quartier du Capreau.
En juillet 1934, Léon Lejeune, administrateur délégué de la Filature du Nord (actuellement le Lycée Cousteau), située rue Pasteur, expose au maire de Wasquehal, Henri Détailleur, la mauvaise situation de l’usine, de la crainte de devoir la fermer et de congédier son personnel, soit 982 ouvriers et employés. Seule une levée de fonds permettrait de sauver l'usine. À cet effet, la Filature du Nord est disposée à réaliser la vente d’une grande partie de ses terrains qui se situent entre le quartier du Triestes et le quartier du Plomeux. Ces terrains d’une superficie de 6.5 hectares sont cultivés par Omer Dehaudt qui possède la Ferme Dehaudt. Le conseil municipal décide donc de l’acquisition de ce terrain, bien situé entre le quartier du Centre et celui du Cartelot, idéal pour prendre la relève du cimetière du Centre, rue de Marcq-en-Barœul, qui devient insuffisant et qui, proche des habitations ne peut être agrandi. Mais les finances de la ville sont au plus bas, avec une dette supérieure à 6 millions de francs, le ministère de l’intérieur refuse que la ville s’endette de 2 millions supplémentaires pour l’acquisition des terrains. En 1935, commence le projet d'acquisition de terrain en vue de la création d'un nouveau cimetière. En 1936 la société de la Filature du Nord a pu réaliser une partie d’actif par la fermeture de son atelier de tissage et la vente de ses métiers à tisser, réduisant son personnel à 600 ouvriers. De ce fait, elle n'est plus disposer à vendre ses terrains dans pour la création d'un nouveau cimetière. Lorsque la seconde guerre mondiale éclate, la Filature du Nord qui s’est associée à la société Lanital Français, ne désire plus aliéner la propriété. 
En 1943, la municipalité, pour la création d'un nouveau cimetière, envisage de prendre un terrain au Noir Bonnet, entre la rue des Villas Ouvrières (actuelle rue Émile Delette) et le canal de Roubaix. Mais les études géologiques montreront que le terrain est trop humide, plus bas que les eaux du canal qui parfois s’y déversent. Il faudrait le drainer jusqu’à la rivière, d’où un cout exorbitant. Après-guerre, alors que la mairie de Wasquehal souhaite toujours acquérir les terrains de la Filature du Nord et devant le refus persistant des propriétaires à vendre les terrains tant convoités, est lancée une procédure de déclaration d’utilité publique. Un décret du 17 décembre 1947 autorise la construction du nouveau cimetière soit à l'amiable ou par expropriation sur les terrains du Triestres (au niveau de la ferme du Triest) ou du Plomeux. L’acquisition effective des terrains par la municipalité se fait en aout 1949, pour une somme de 4.810.000 francs pour la Filature du Nord, 225.000 francs pour Anital Français et 600.000 francs de dédommagement pour le fermier Omer Dehaudt et 8 et 10 millions de francs de frais d’aménagement. Le terrain choisit pour l'emplacement du nouveau cimetière se fait dans le quartier du Plomeux et dans une petite partie du quartier du Triestres.
La construction du cimetière du Plomeux (sur l'actuelle première partie du cimetière) est faite en 1950 et à la Toussaint de cette même année, le futur cimetière est prêt. Le cimetière est mis en service en 1951 et la première inhumation, celle d'Alfred Gardon, apprêteur, eut lieu dès le 1er février 1951. Elle fut suivie de celle de Zoé Vanoverbeke, ménagère. En 1965, un logement de concierge est construit, occupé par le chef-fossoyeur, complété par un ensemble funéraire comprenant une morgue avec sa salle d'autopsie et un caveau d’attente permettant le dépôt des cercueils. Le premier conservateur du cimetière est Marcel Surmont. Sous Victor Honoré, un carré militaire est construit en 1966 au cimetière du Plomeux, travaux faits par Gérard Étienne, tailleur de pierre et employé communal et les concessions militaire du cimetière du centre y sont translatées. Le carré militaire du Plomeux sera inauguré le 30 octobre 1971 par le député-maire Pierre Herman, entouré du conseil municipal. En 1968, la marie procède à des travaux d'aménagement des allées. Le cimetière s’agrandit en 1975 quand la municipalité rachète les terrains que cultive Gérard Dehaudt, fils d'Omer Dehaudt et qui appartiennent à Jean Georges Louis de Baynast de Septfontaines, c'est-à-dire la deuxième partie du cimetière du Plomeux, et l'actuelle partie de la plaine des jeux jouxtant le cimetière. On trouve ensuite comme conservateur du cimetière, Guy Dupuis en 1976 qui deviendra chef fossoyeur en 1988.
Les paroissiens des églises Saint-Nicolas et Saint-Clément de Wasquehal, font bâtir avec leurs dons, un calvaire dans le cimetière du Plomeux en 1953. Il est placé sur un terrain offert par la commune. Plus tard le calvaire est restauré grâce à un don d'André Gernez.
En 1992, des fouilles commencent sous le parvis de l'église en vue de la construction de l'arrêt de métro Wasquehal - Hôtel de Ville. Les fouilles mettent au jour les fondations de la première église. On y trouve 700 tombes dont quelques tombes du moyen age et la plupart datant du XVIIIe siècle au XIXe siècle et, parmi elles, des tombes d'enfants où on trouve des billes en terre et des médailles en plomb de Saint Guylain. Les restes mortuaires sont mis dans l'ossuaire principale du cimetière du Plomeux.

## Religion
Le décret du 23 prairial de l'an XII (1804) de Napoléon Ier fixe les questions relatives à l'organisation des cimetières et des funérailles. Les communes ont l'obligation de créer un cimetière spécialement affecté à chaque culte ou d'affecter à chaque culte une partie du cimetière. La loi du 14 novembre 1881 abroge cet article 15 du décret du 23 prairial de l'an XII, ce qui conduit à l'interdiction des carrés confessionnels. Au cimetière du Plomeux, il existe un carré musulman.

## Monuments aux morts et mémoriaux
Le cimetière du Plomeux possède un carré militaire où sont inhumés les soldats et victimes civiles des différents conflits. On y trouve la sépulture de William Johnson, canonnier du 30e régiment d'artillerie anglaise décédé à Wasquehal le 6 décembre 1939 lors de la drôle de guerre. Le cimetière possède une stèle commémorant les wasquehaliens morts pour la France et qui fut érigée sous le mandat de Désiré Delesalle et installé à cette époque au cimetière du Centre.
Chaque année, la mairie de Wasquehal pose une gerbe devant la stèle du carré militaire en présences du corps de pompiers volontaire de Wasquehal et de la Fraternelle des Anciens Combattants de Wasquehal.

## Faune et flore
Avec ses 4 hectares, le cimetière du Plomeux est aussi un des plus grands espaces verts de la ville. On y trouve essentiellement des bouleaux, tilleuls, châtaigniers, saules pleureurs, érables, forsythias, lauriers-cerise, noisetiers, bambous, liquidambars, cornouillers, weigelias, pivoines, hellébore et saules blancs. Le cimetière compte des massifs fleuris tout au long de l'année. Le cimetière est entouré de haie, structure végétale linéaire qui sont entretenus pour les jardiniers et qui forme une clôture et qui constitue un abri à une faune locale et une flore spécifique formant un biotope particulier. Ces haies retiennent l’eau de pluie, évitant ainsi le lessivage des sols et les inondations dans le cimetière. 
La faune du cimetière du Plomeux est composée de quelques d'espèces d'oiseaux, dont des perruches, étourneaux sansonnets, pies, pics verts et des pigeons ramiers. On observe également des chats, des hérissons, des papillons et des écureuils. Un essaim d'abeilles avait même trouvé refuge dans la toiture de la morgue. La proximité du canal fait que parfois des cygnes, des canards, des tortues aquatiques, des mouettes et des poules d'eau arpentent les allées du cimetière. En 2010, un cochon vietnamien qui s'est échappé de la ferme Dehaudt, s'est introduit dans le cimetière. La municipalité qui soutient les apiculteurs dans leur recherche d'implantation, installe des ruches à Wasquehal et le cimetière fera partie des lieux d'installation. Le cimetière du Plomeux est adjacent au parc Gernez-Rieux où est implantée une mini-forêt qui permet d'offrir une barrière végétale entre les activités du parc et le cimetière.

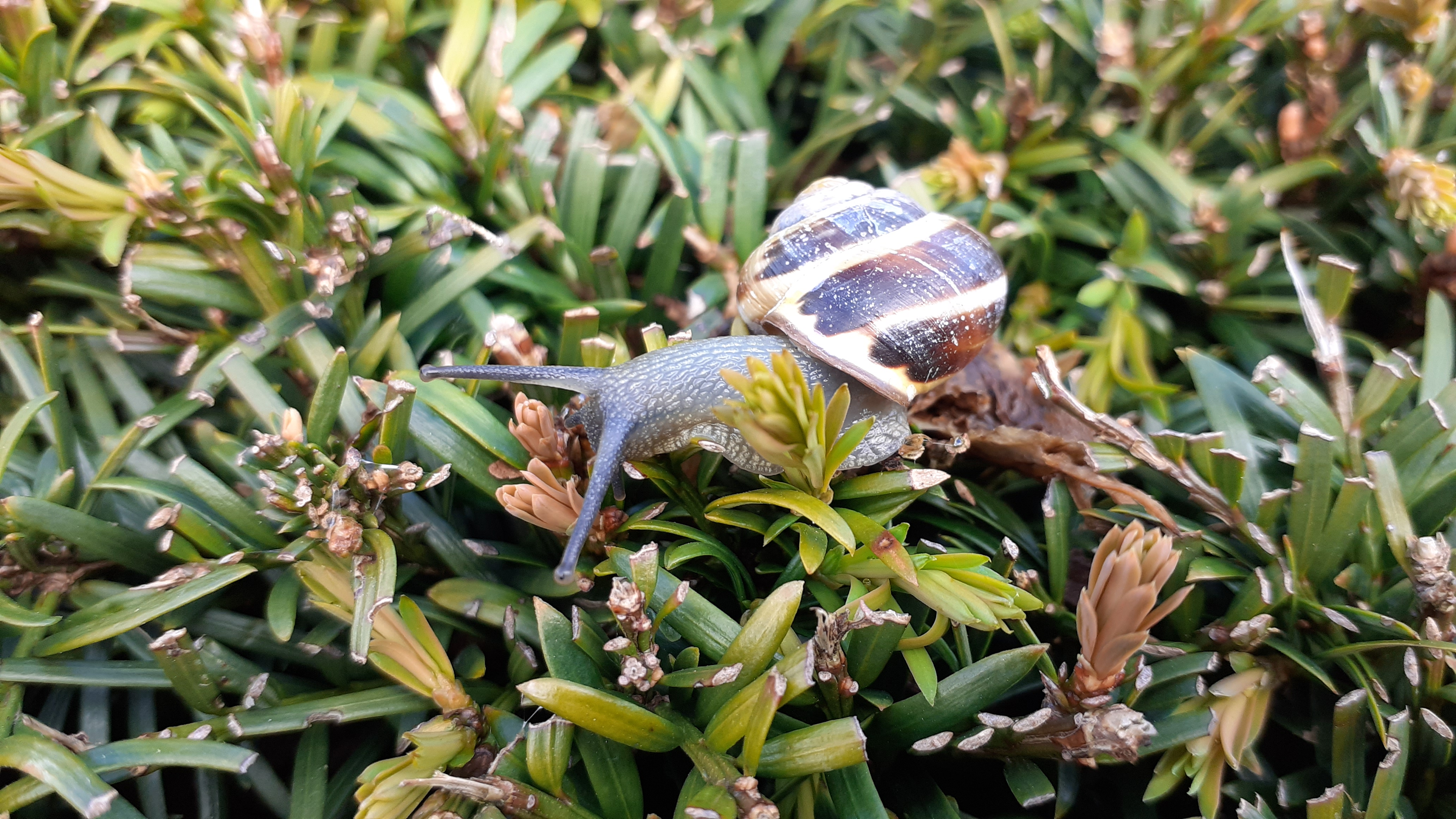
Escargot des bois.
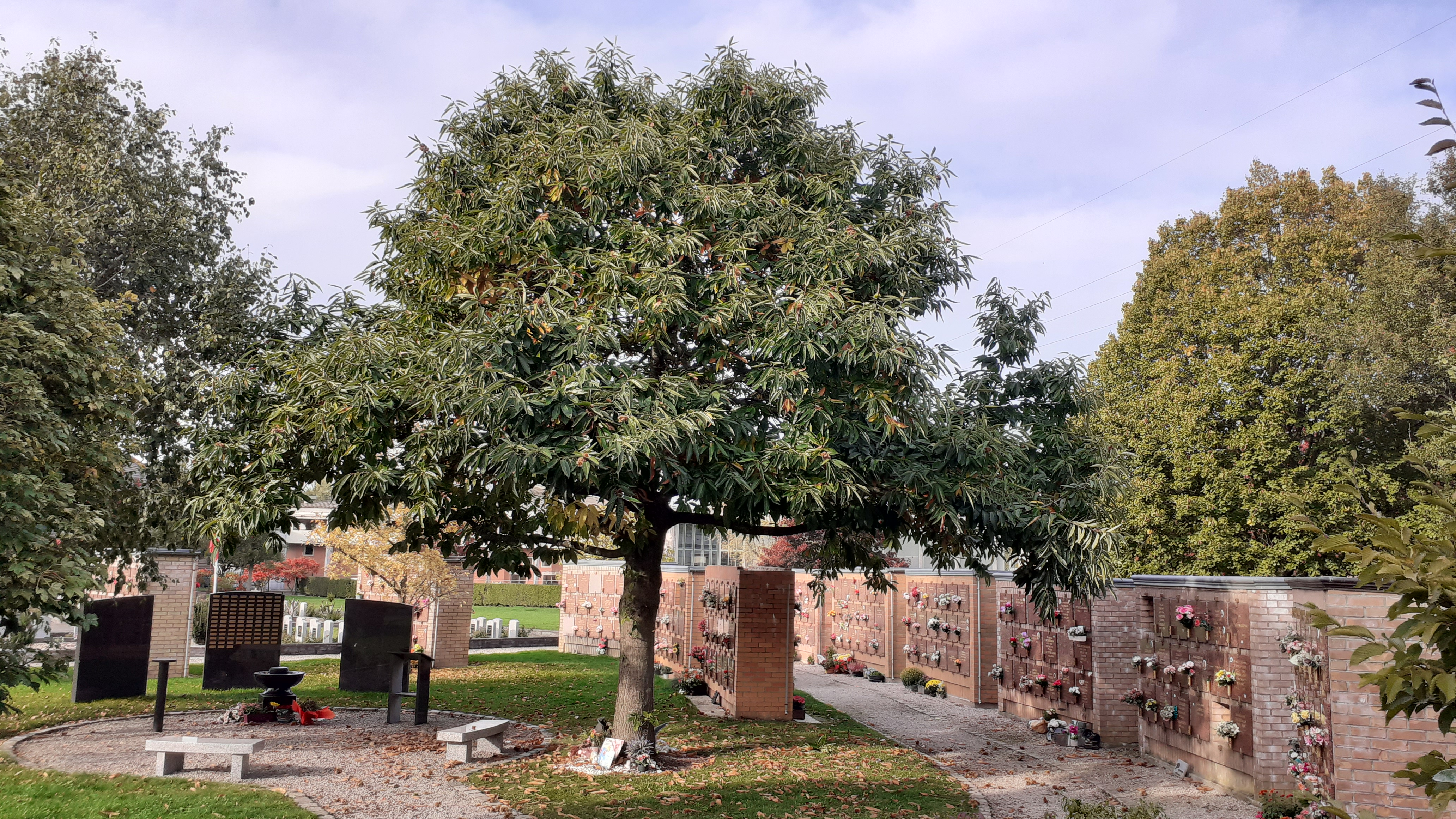
Châtaignier.
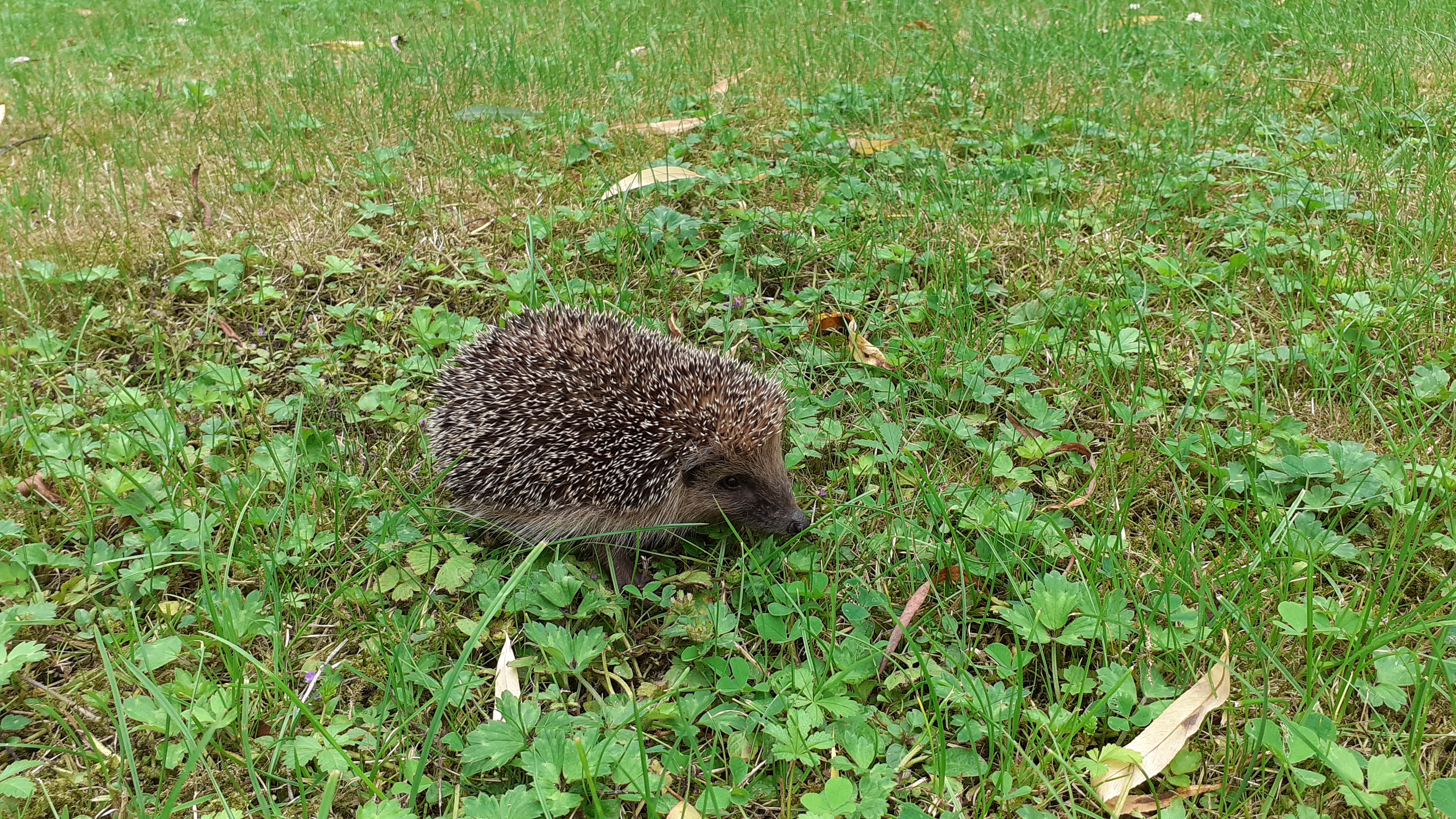
Hérisson commun.
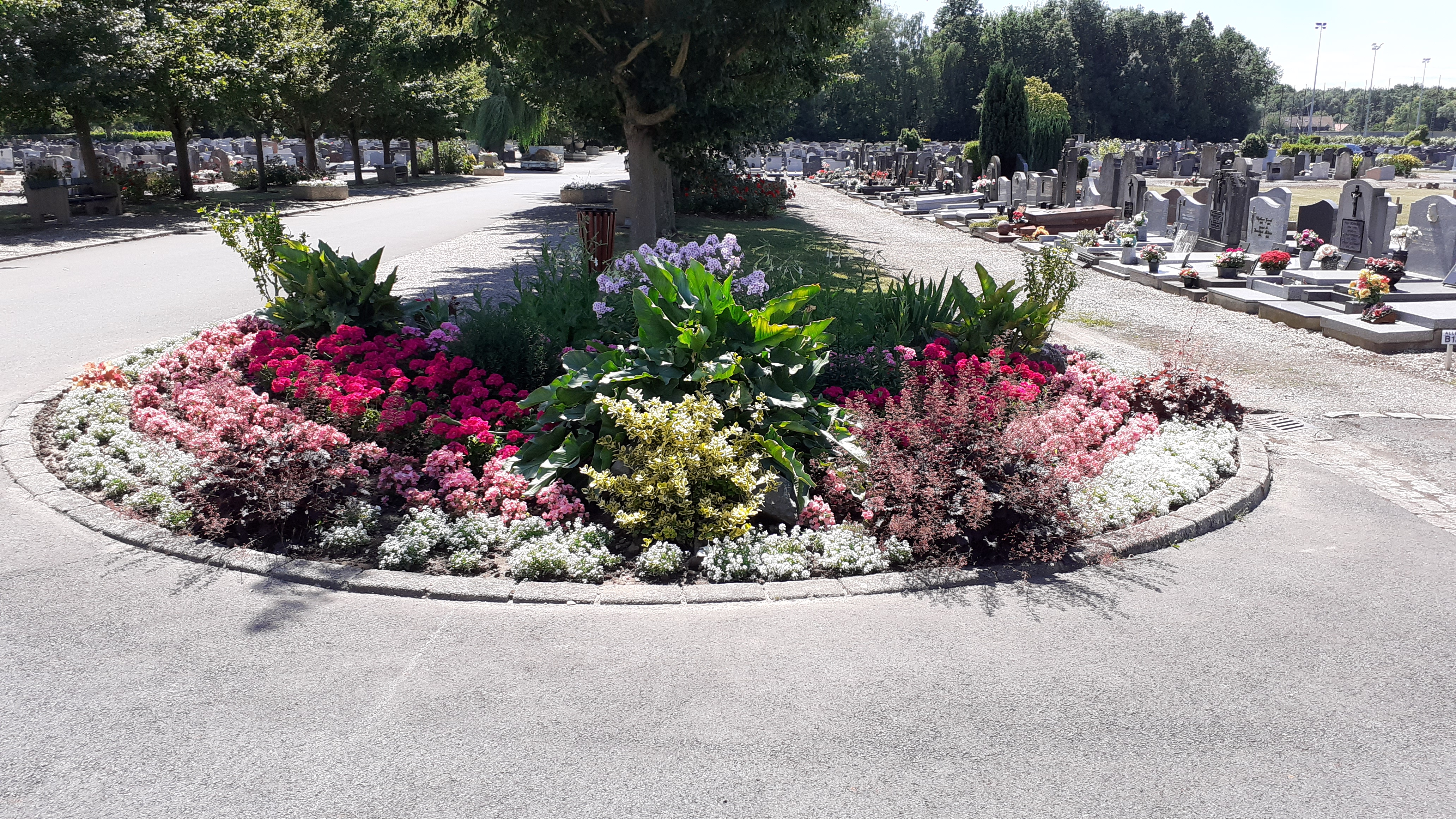
Massif de fleurs.

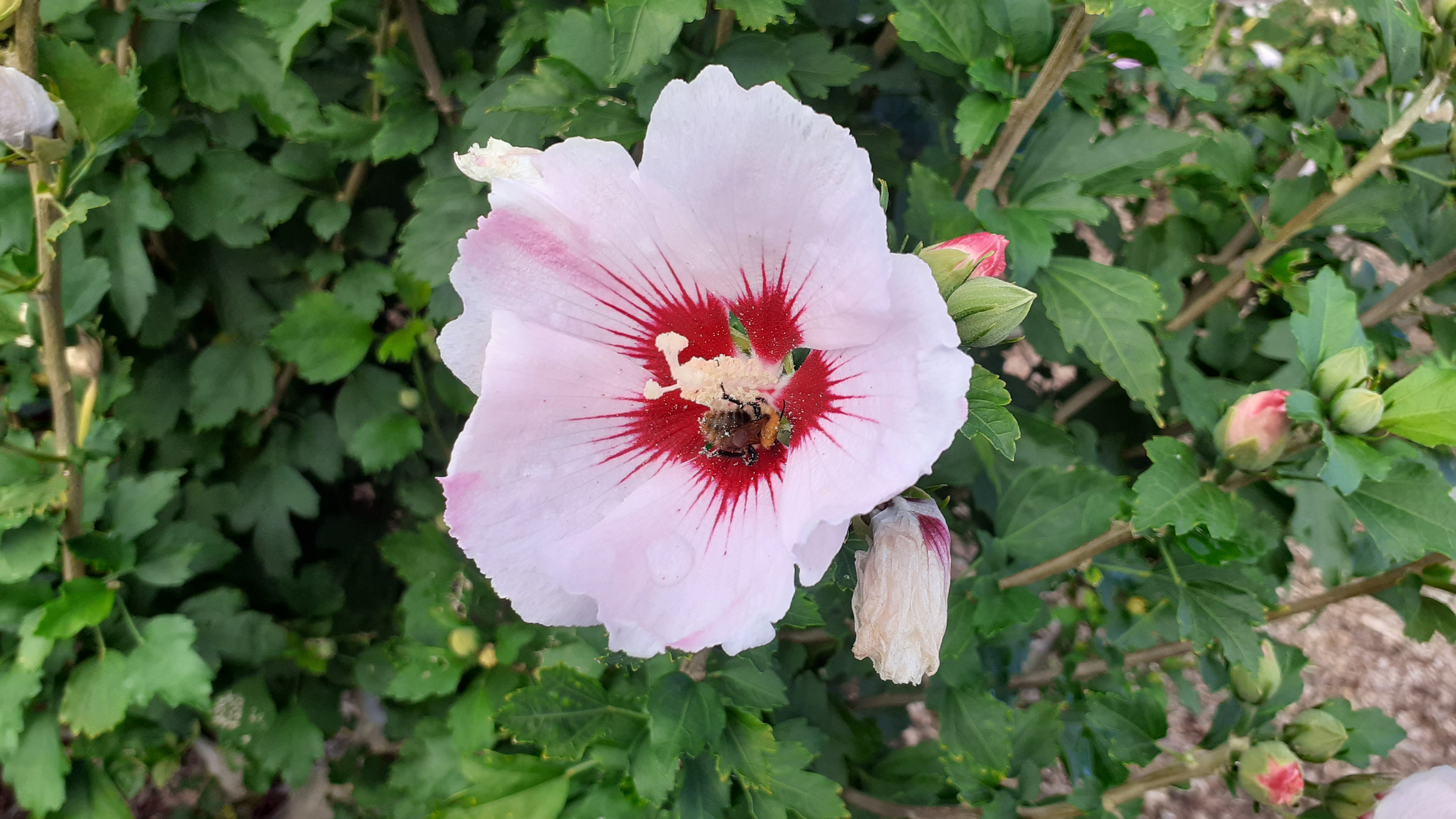
Abeille butinant sur un hibiscus.
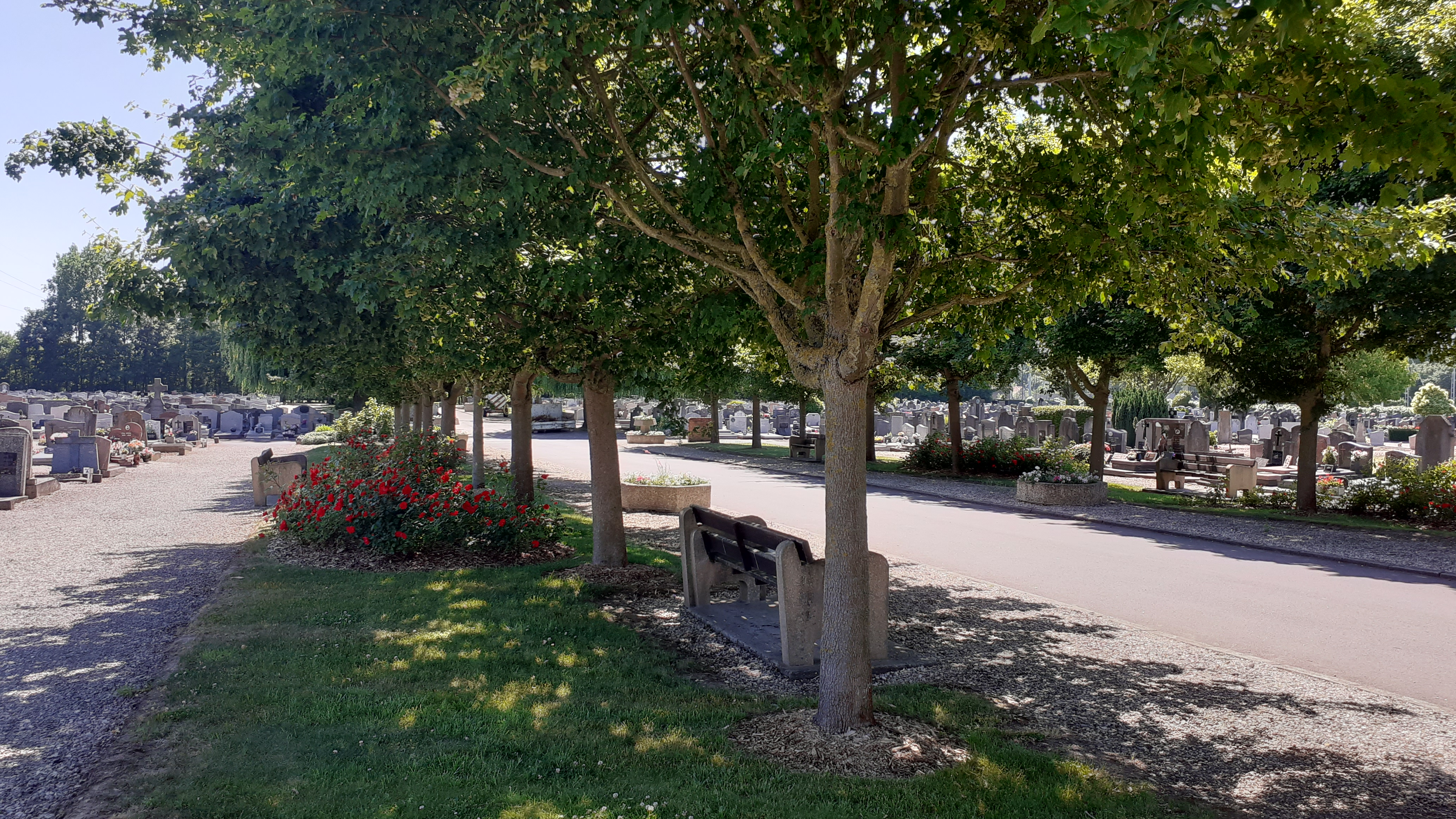
Allée d’érables.
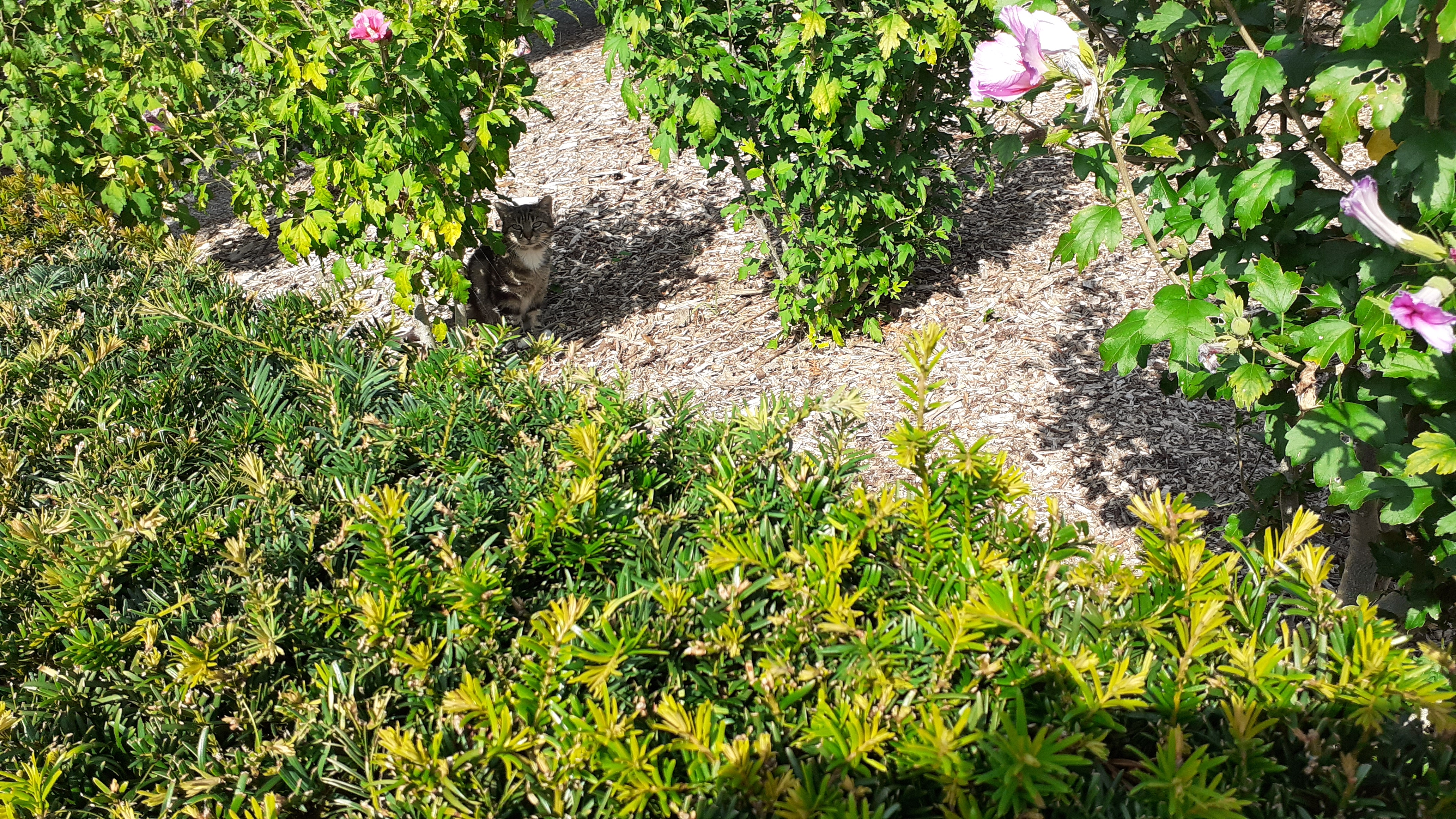
Chat haret.
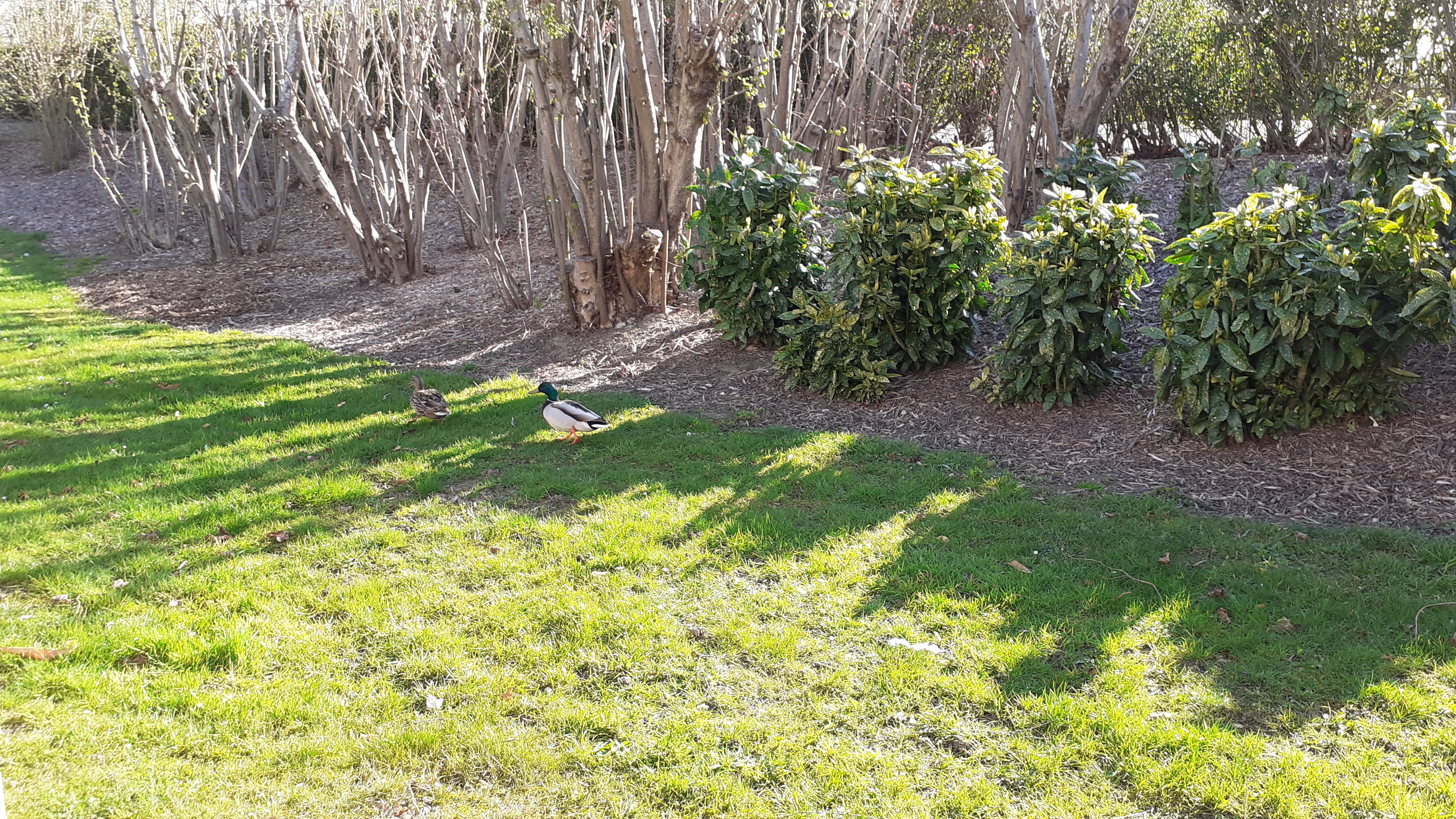
Couple de canard.

## Fonctionnement du cimetière auXXIesiècle
Le cimetière dépend du service état civil de la Ville de Wasquehal. La conservation du cimetière assure la gestion des procédures administratives d'inhumation et d'exhumation, la gestion des concessions funéraires, l'accueil du public (familles et visiteurs), la surveillance du site et des opérations funéraires, l'entretien général du cimetière, ainsi que de la valorisation du patrimoine architectural et végétal.
Le cimetière compte environ 4 000 tombes et 550 cases de columbarium.
Pour être enterré au cimetière du Plomeux, il faut soit acquérir une concession funéraire, soit être inhumé dans un caveau de famille existant. L'acquisition d'une concession funéraire, en terrain ou en case de columbarium, n'est possible que pour inhumer un défunt domicilié à Wasquehal et ne peut se faire qu'au moment du décès. Il n'est pas possible de faire un achat ou de réserver un emplacement par anticipation.

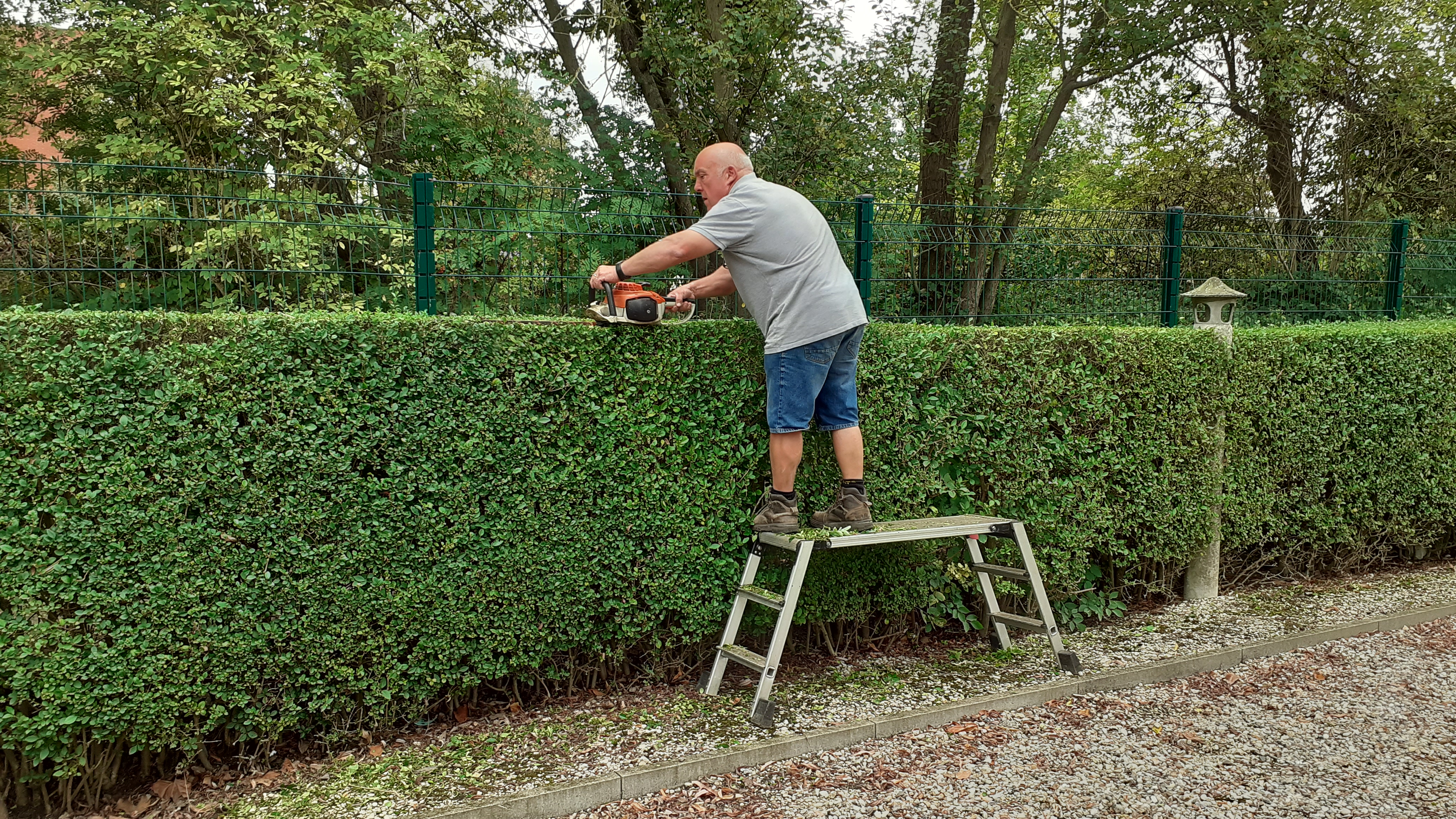
Taille de haies.
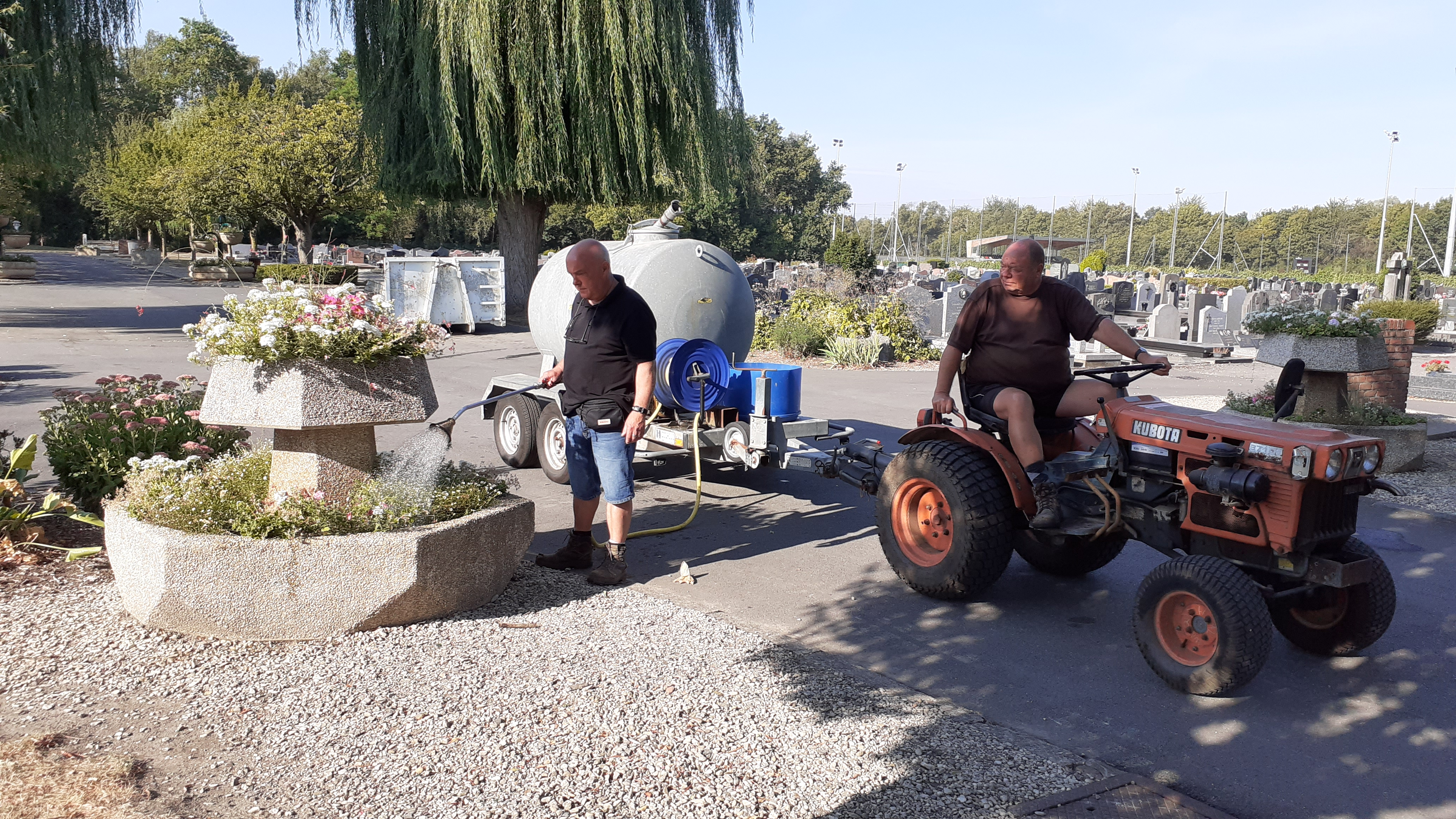
Arrosage des fleurs.
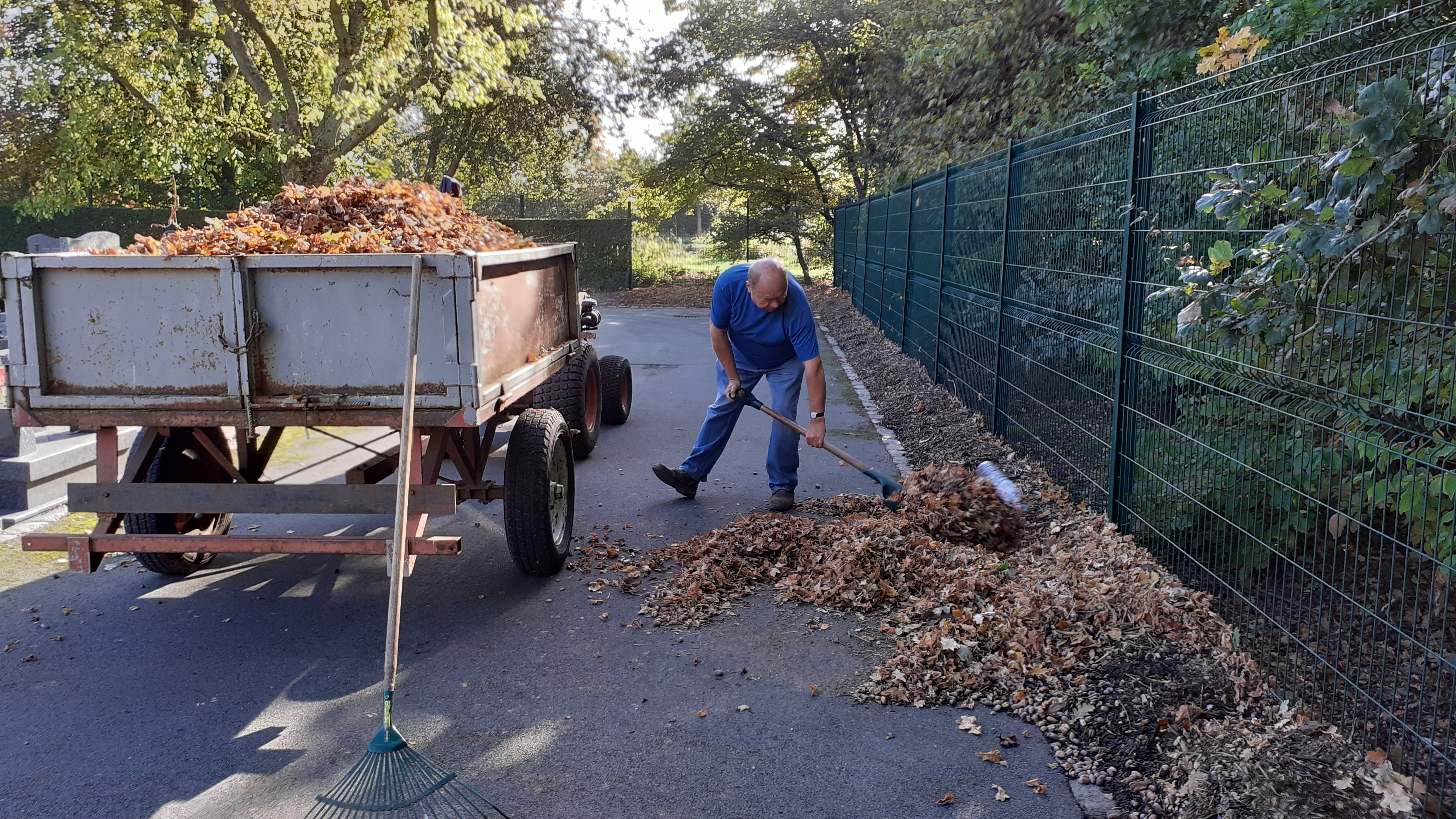
Ramassage des feuilles mortes.
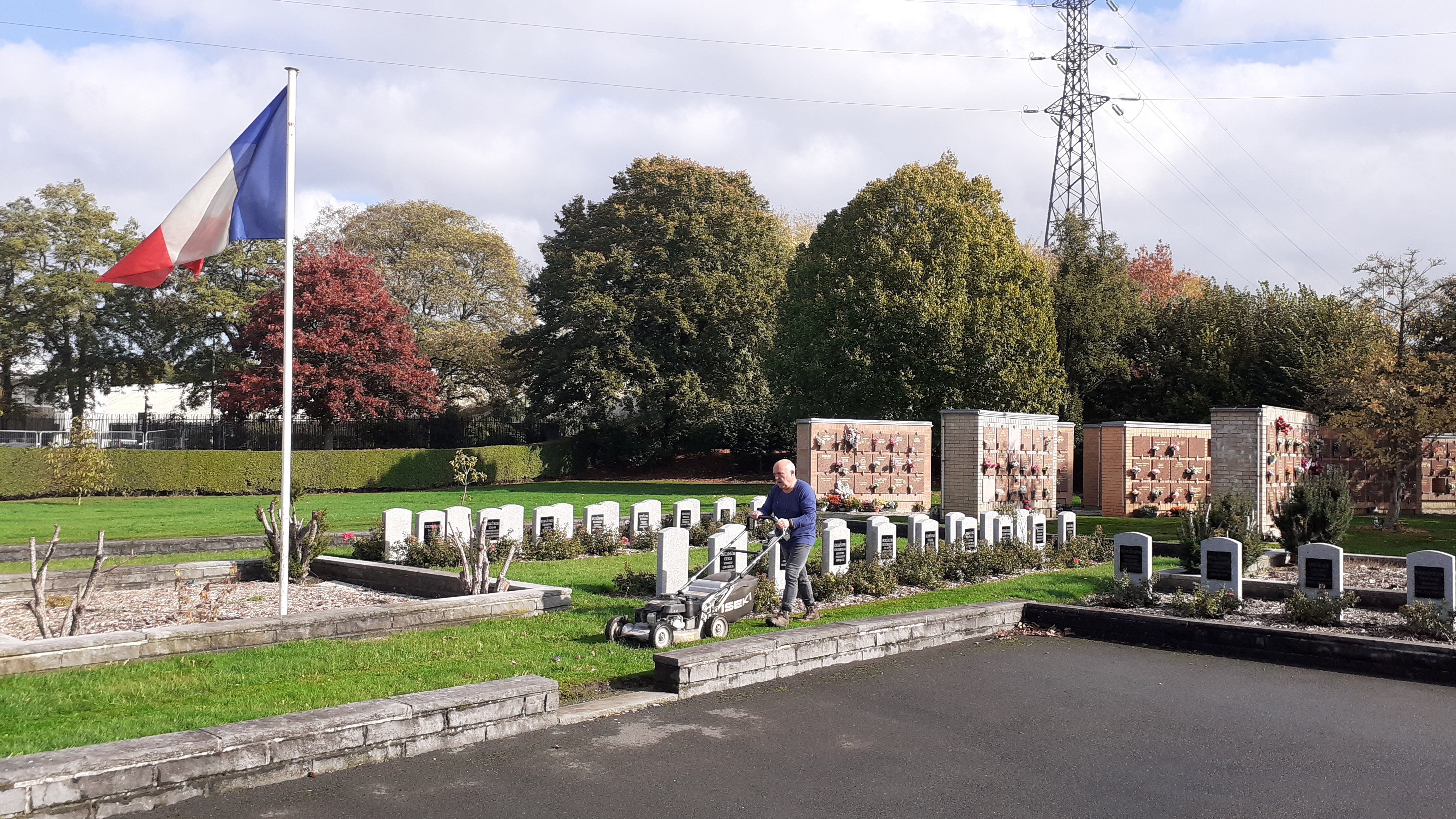
Entretien du carré militaire.

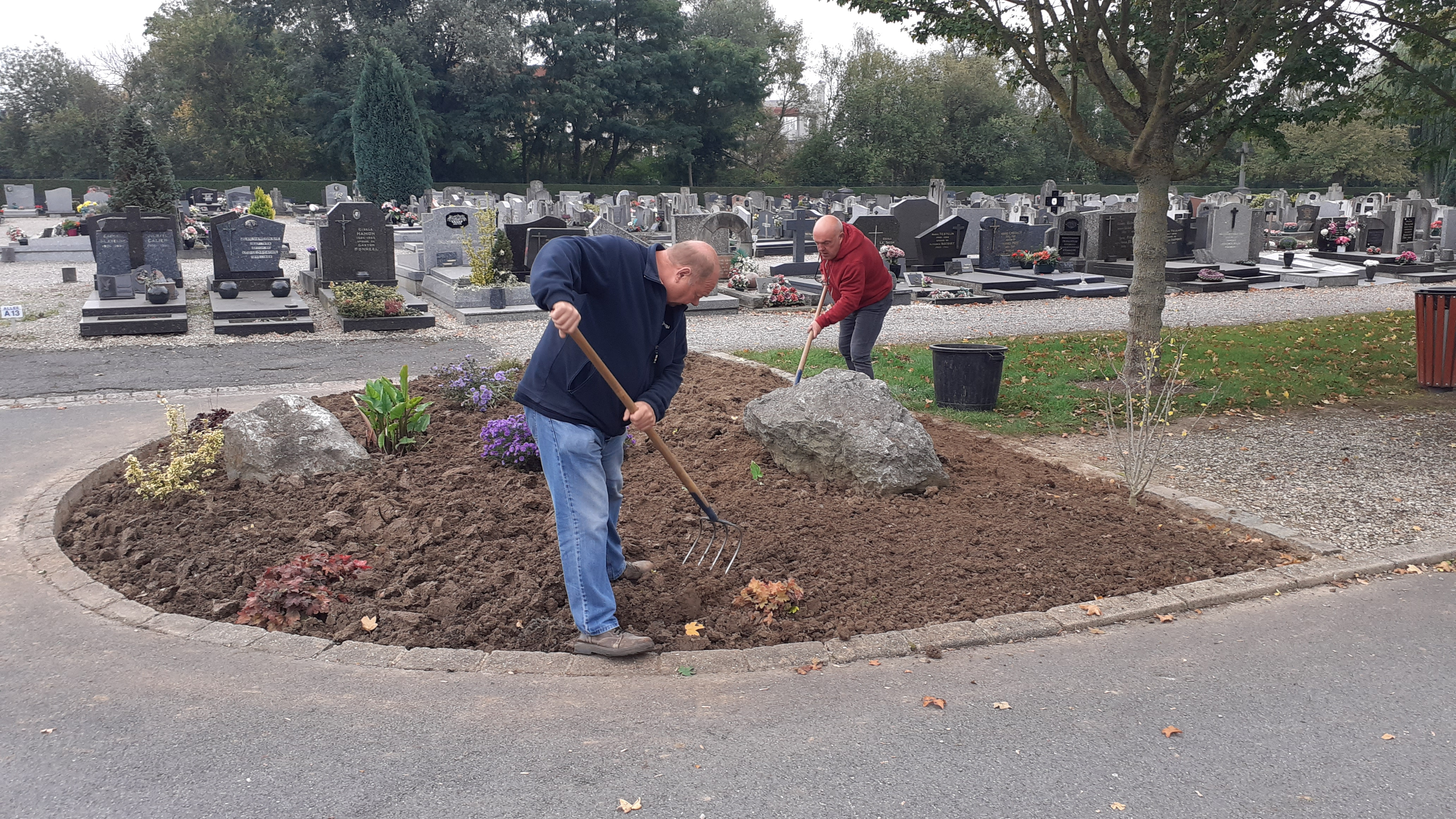
Entretien des massifs de fleurs.
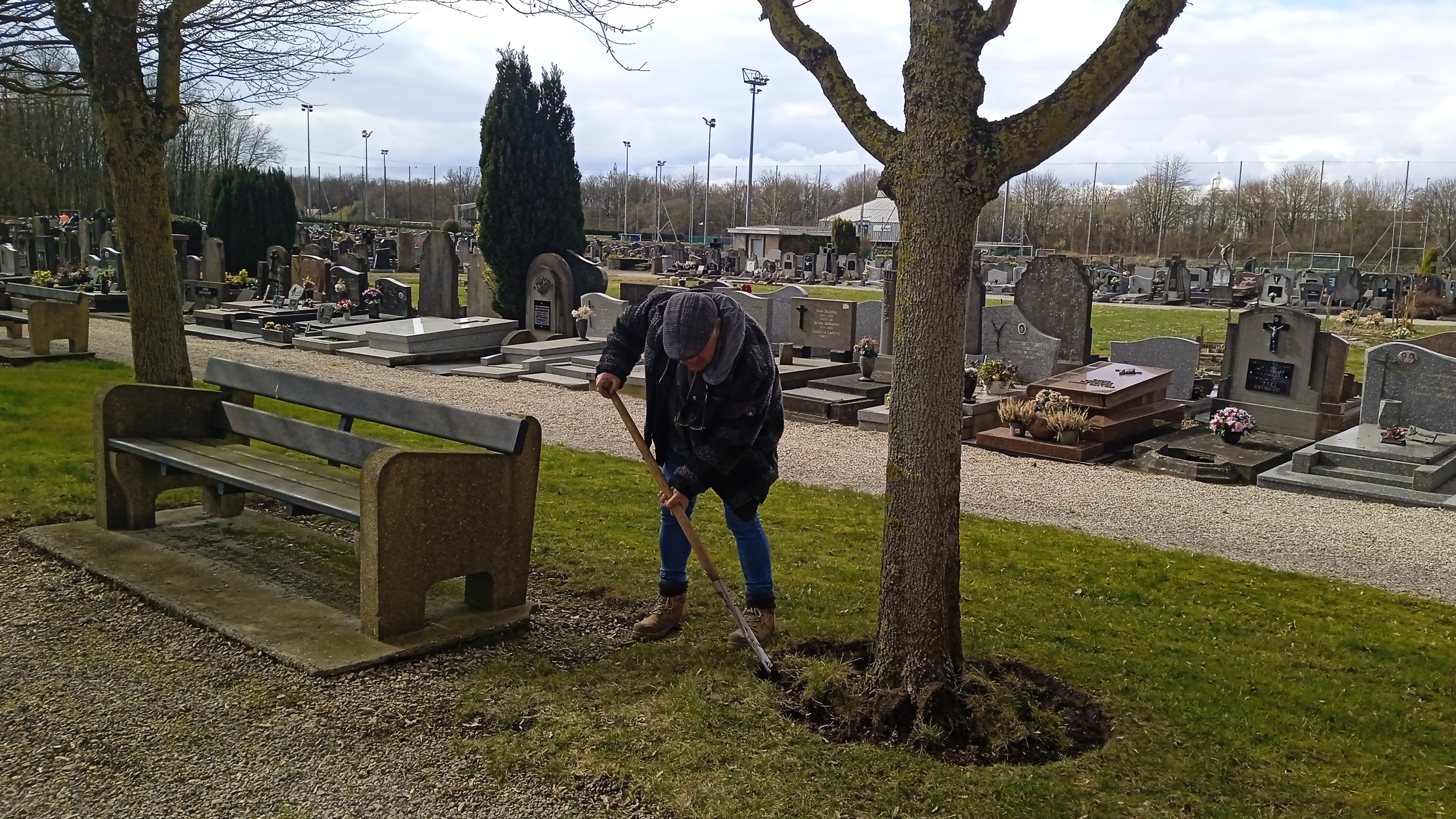
Détourage des végétaux.
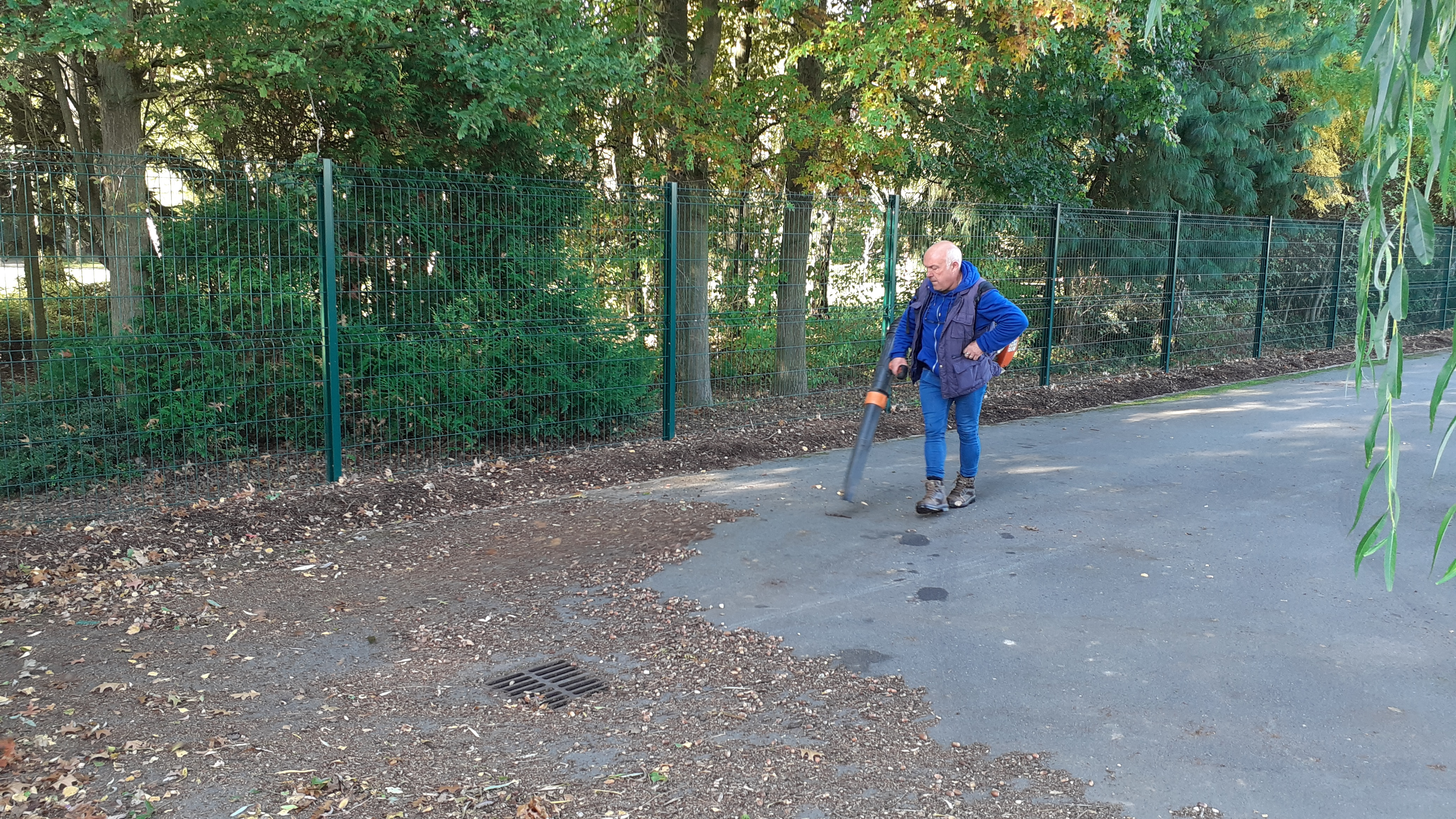
Soufflage des feuilles mortes.
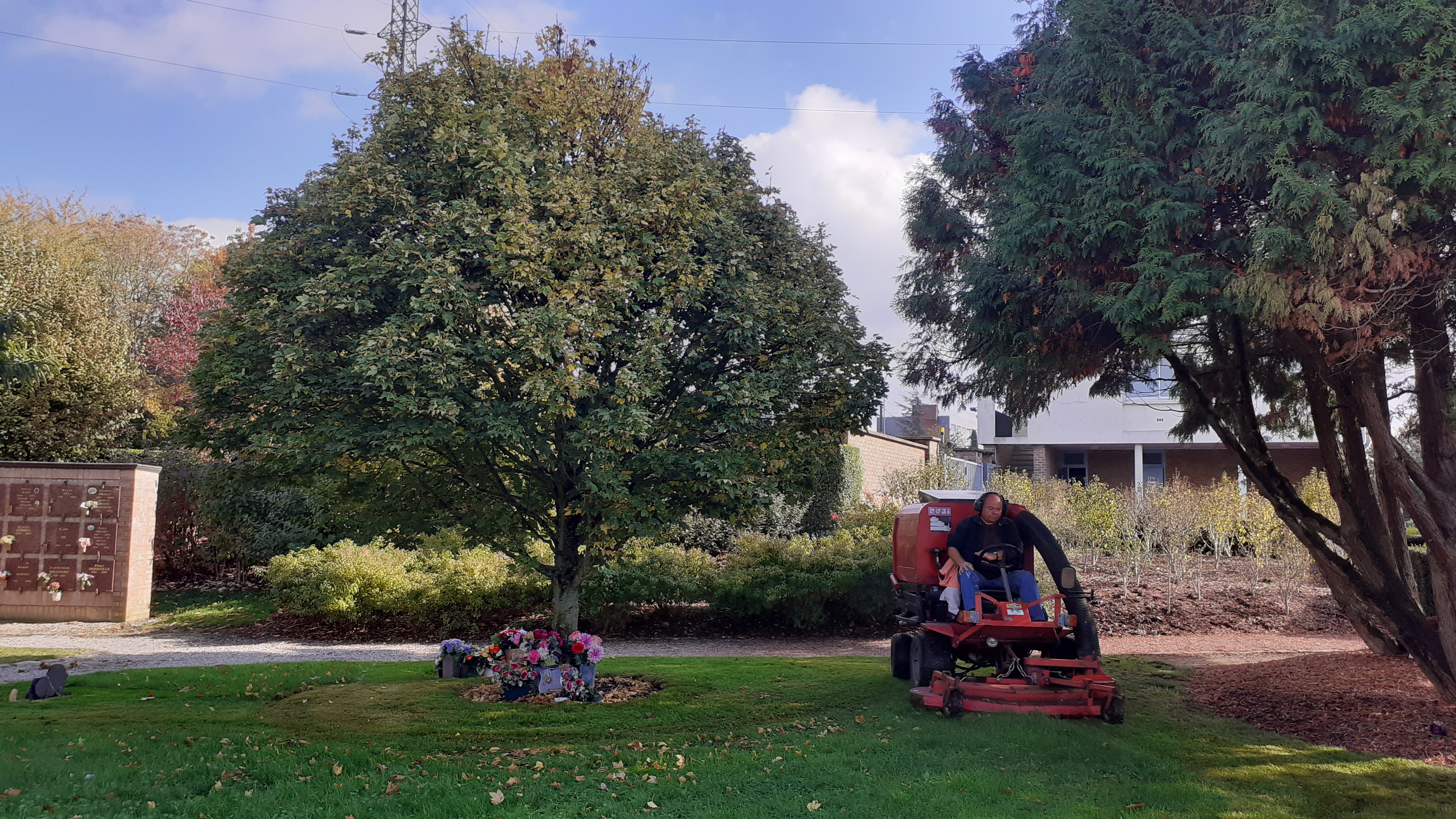
Tonte des pelouses.

## Galerie

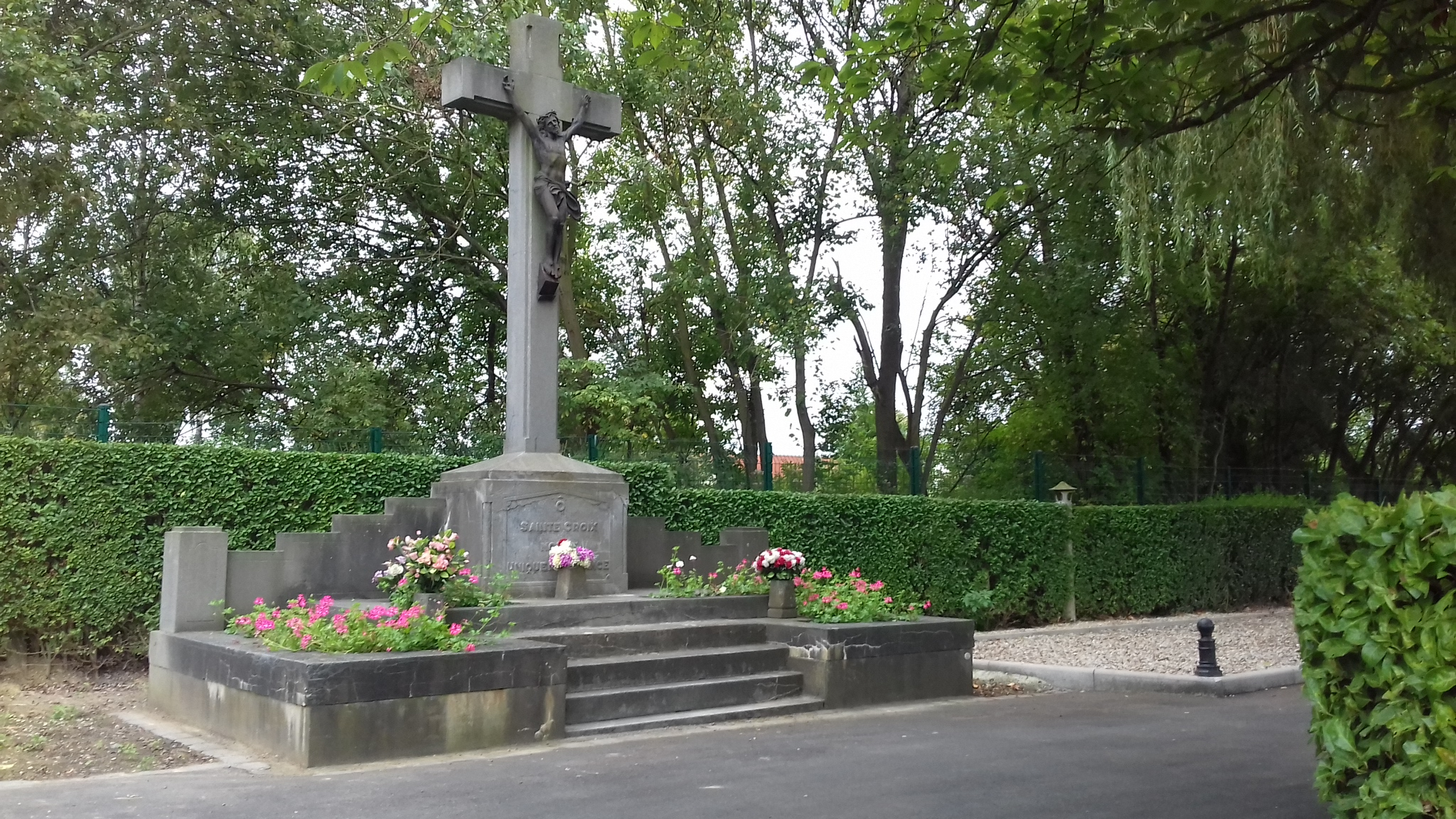
Calvaire.
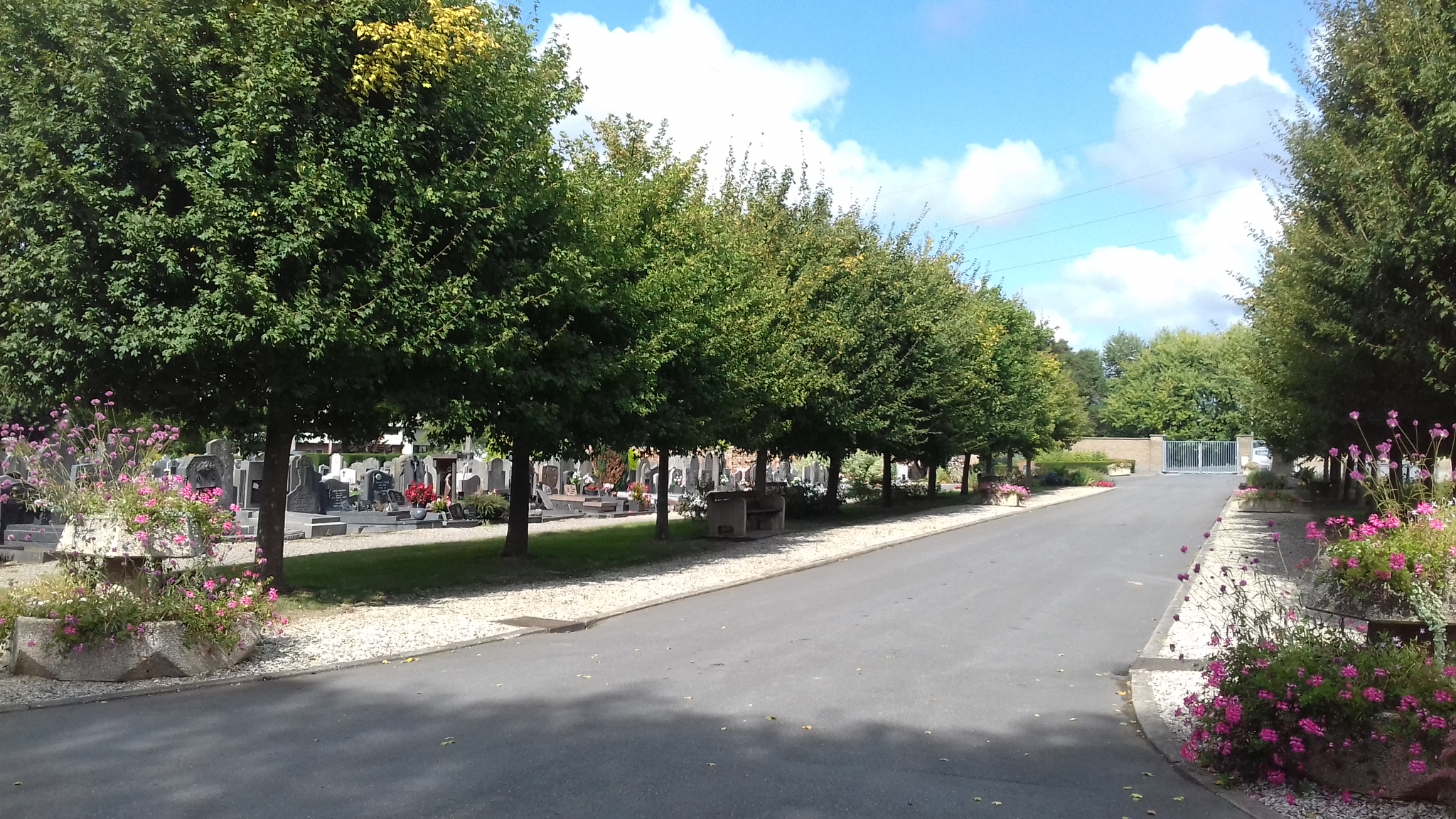
Allée principale.
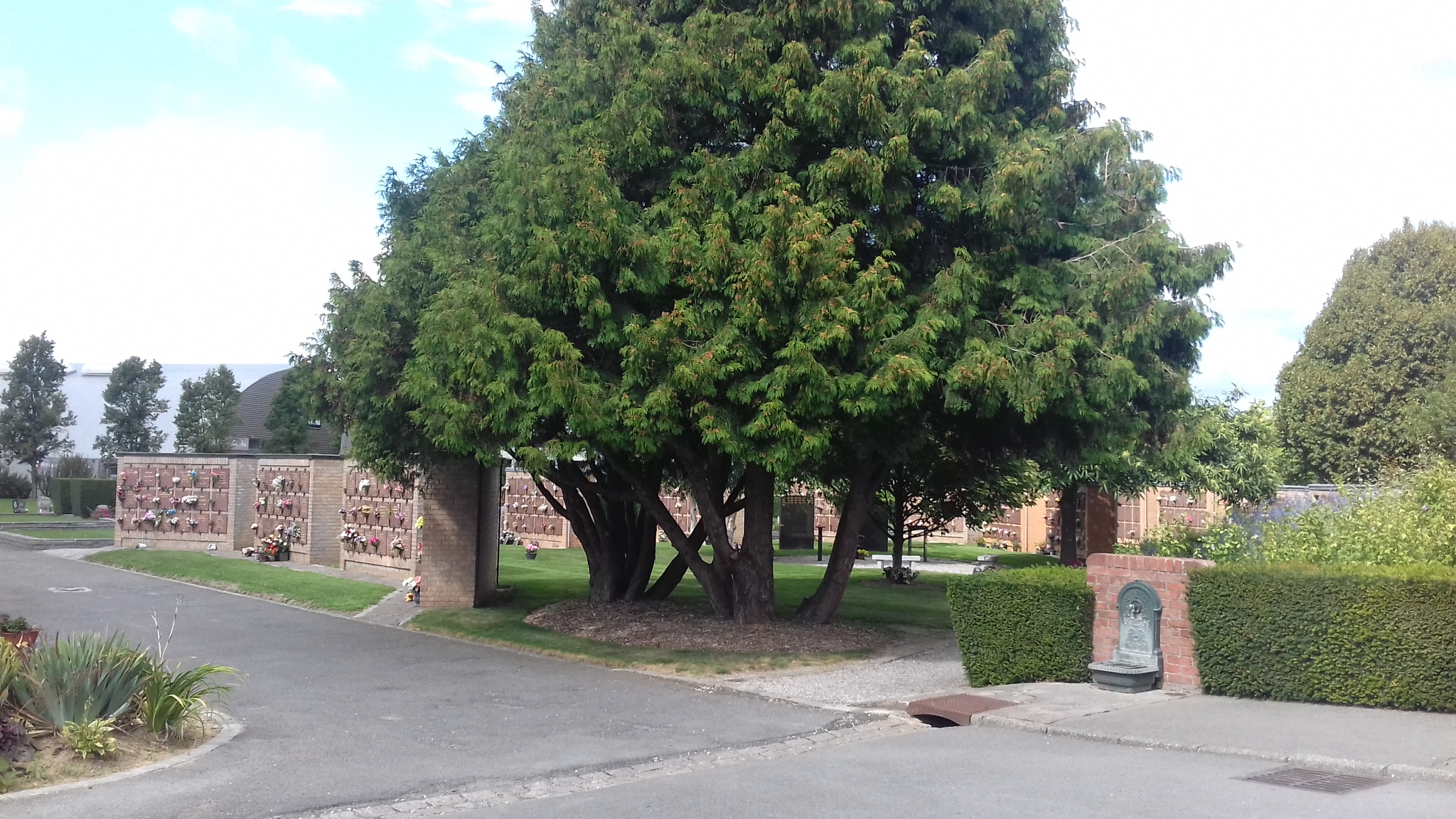
Columbariums du cimetière.
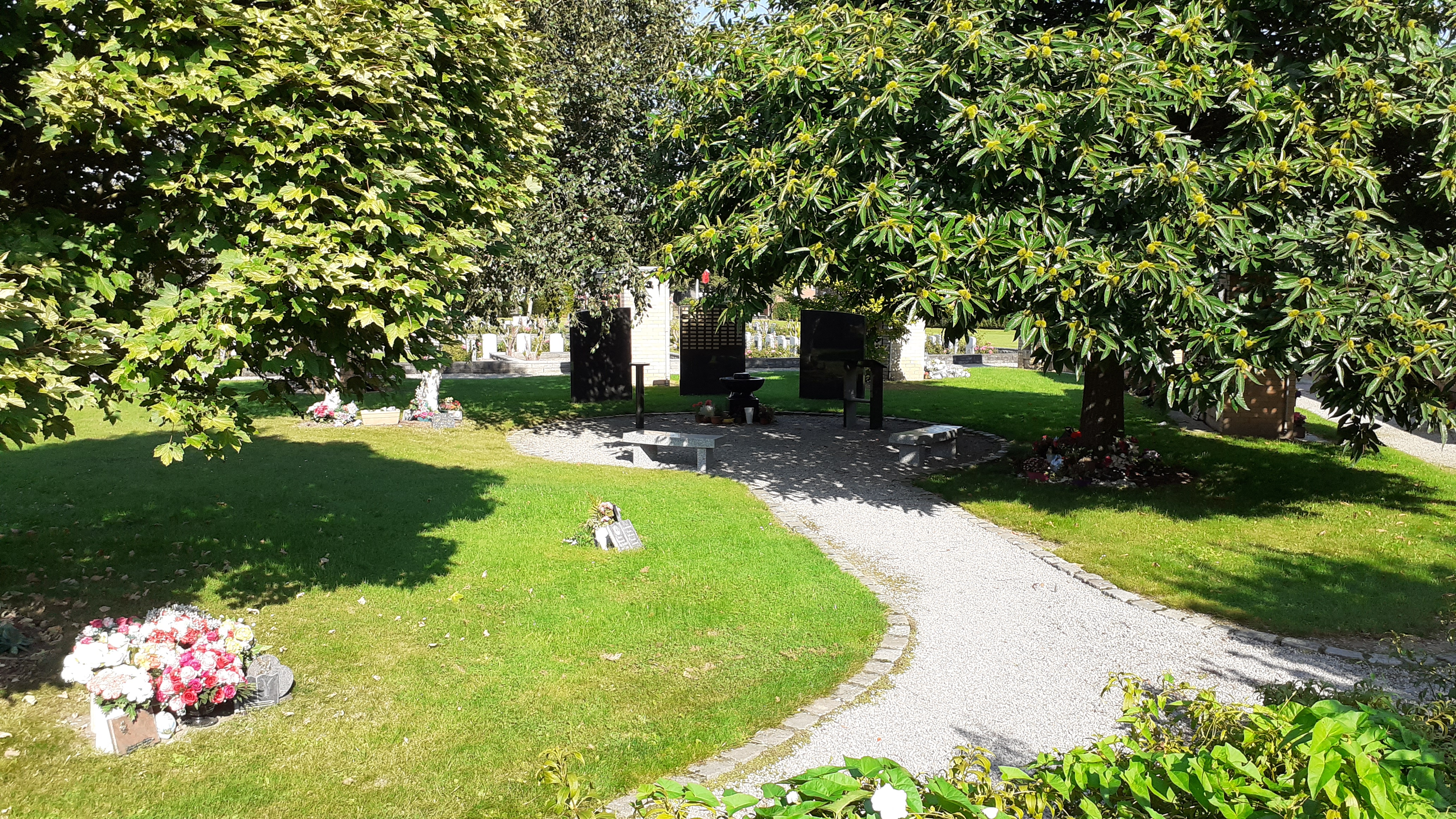
Puits du souvenir.

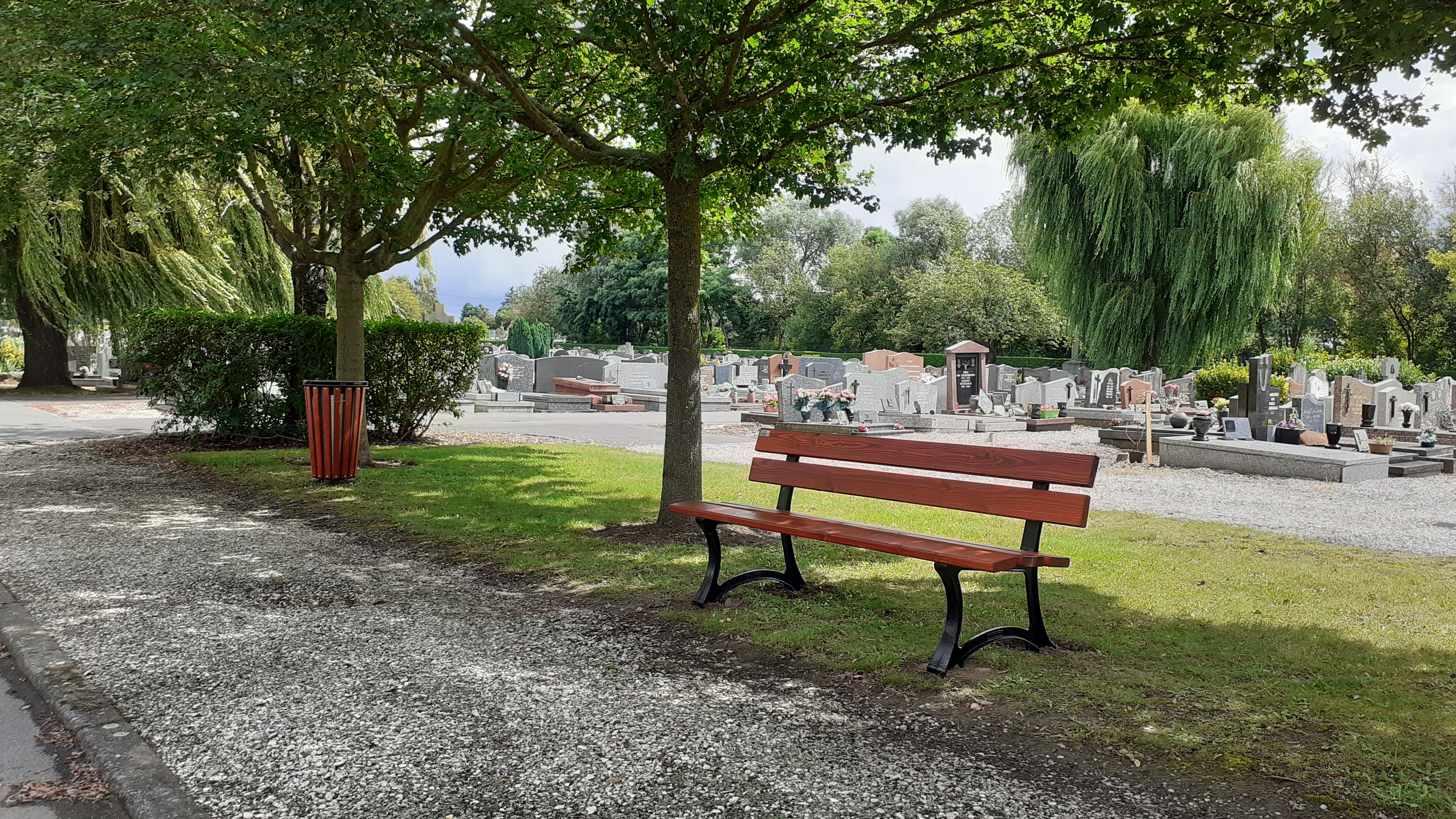
Banc public.
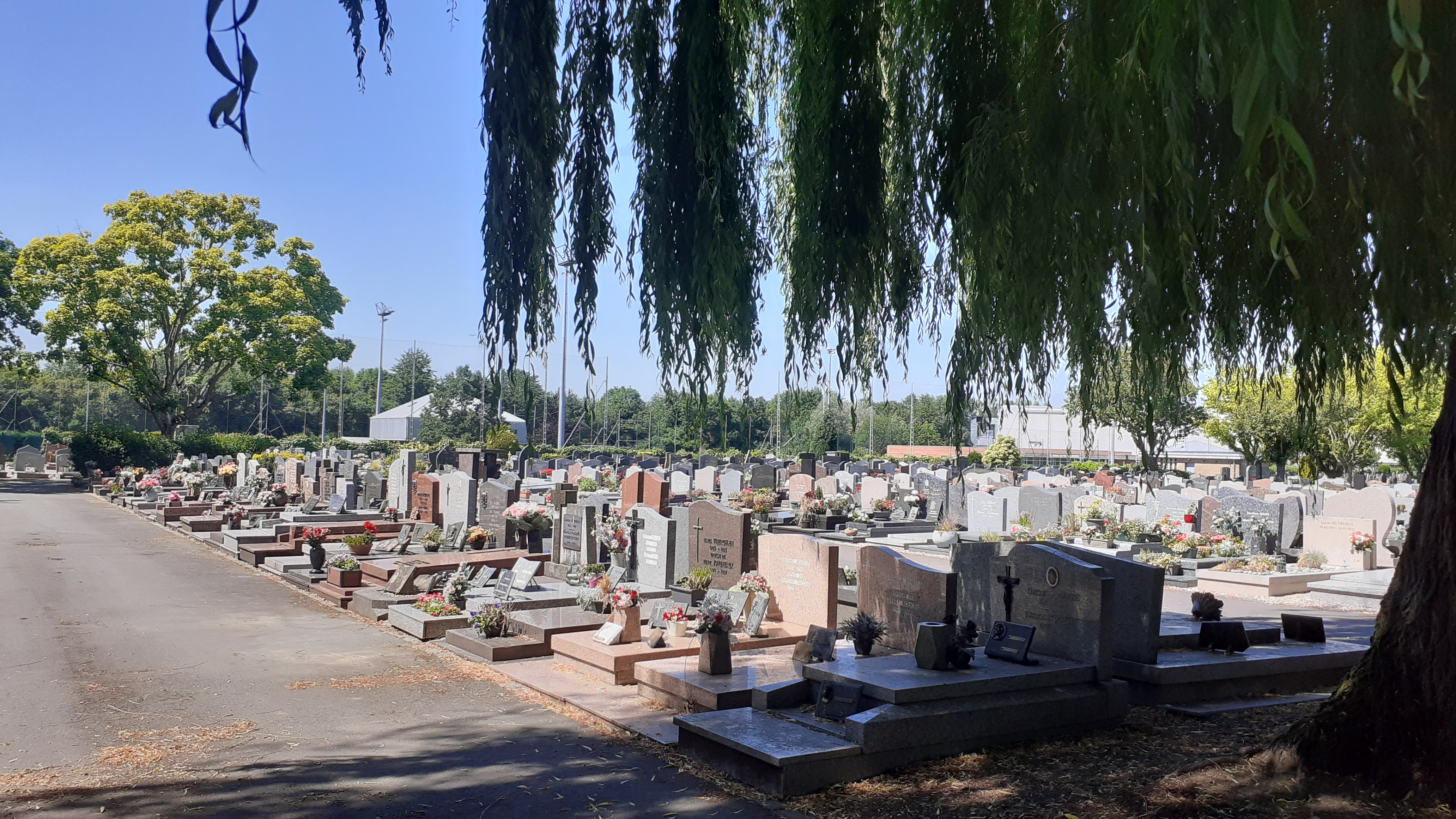
Partie centrale.
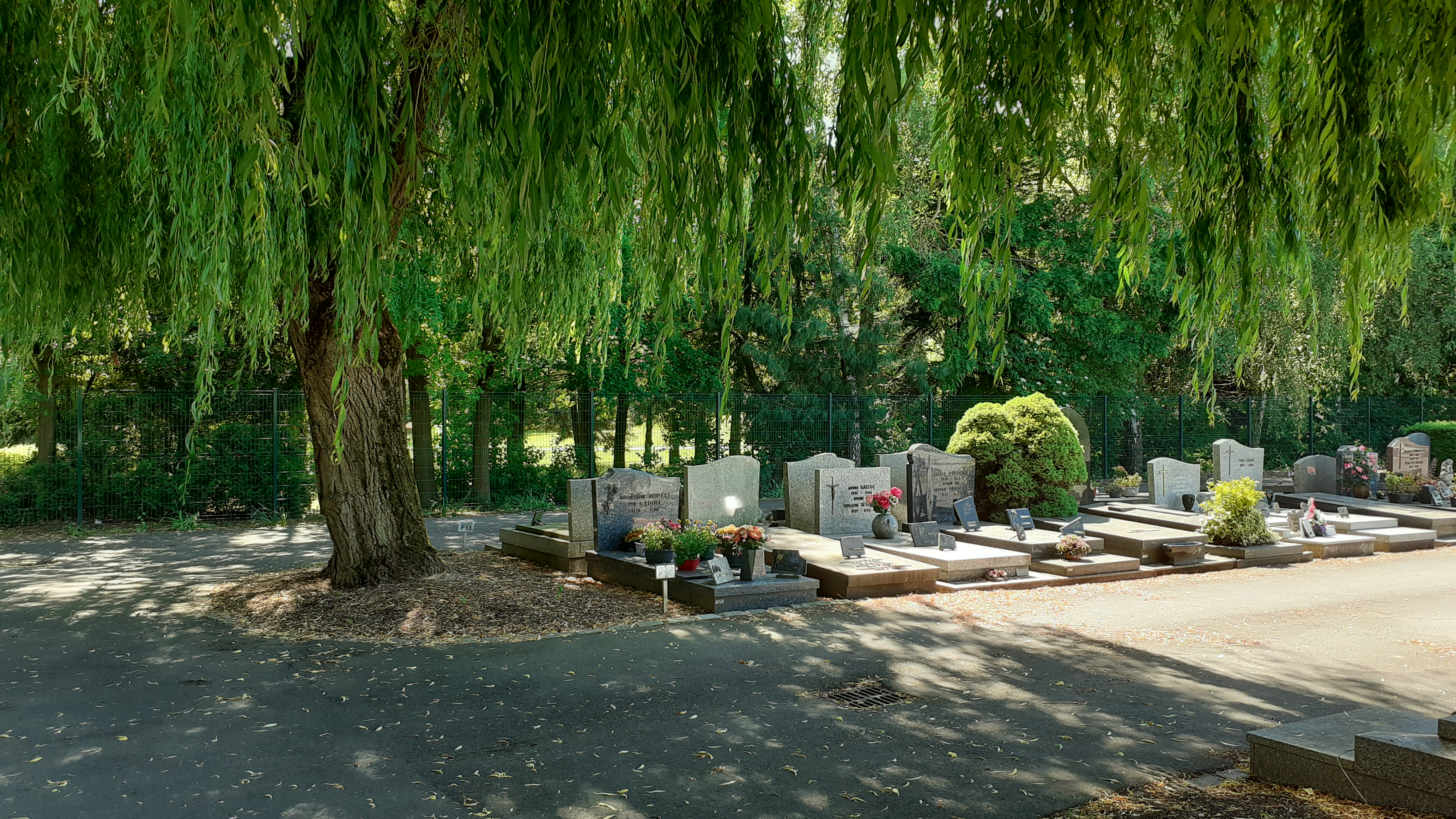
Fond du cimetière.
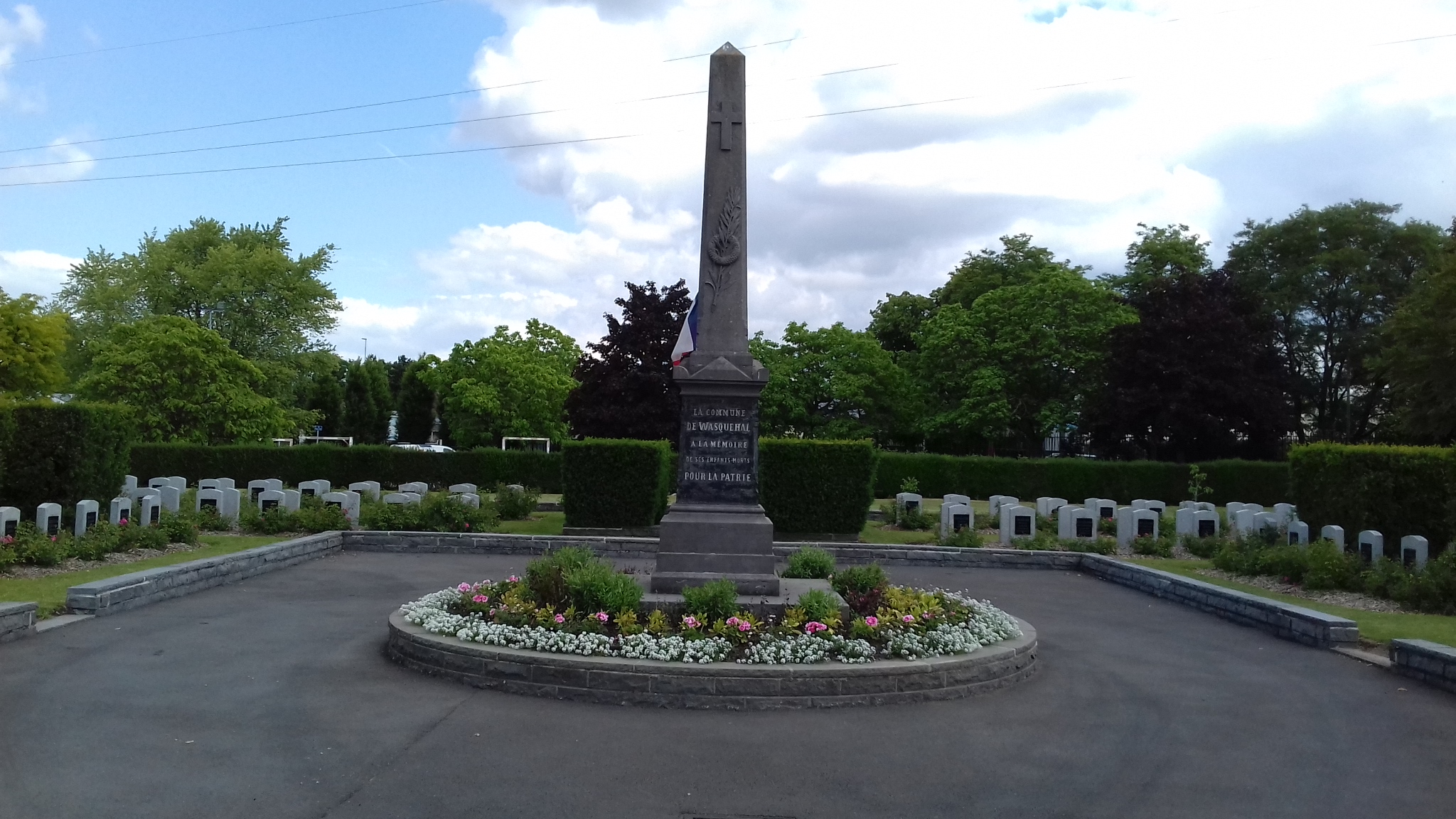
Carré militaire.